# Thelychiton
Thelychiton é um género botânico pertencente à família das orquídeas (Orchidaceae).